# Heinrich (Salier)

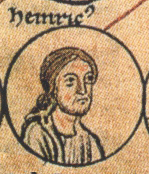
Heinrich. Darstellung aus der Chronica Sancti Pantaleonis, um 1237

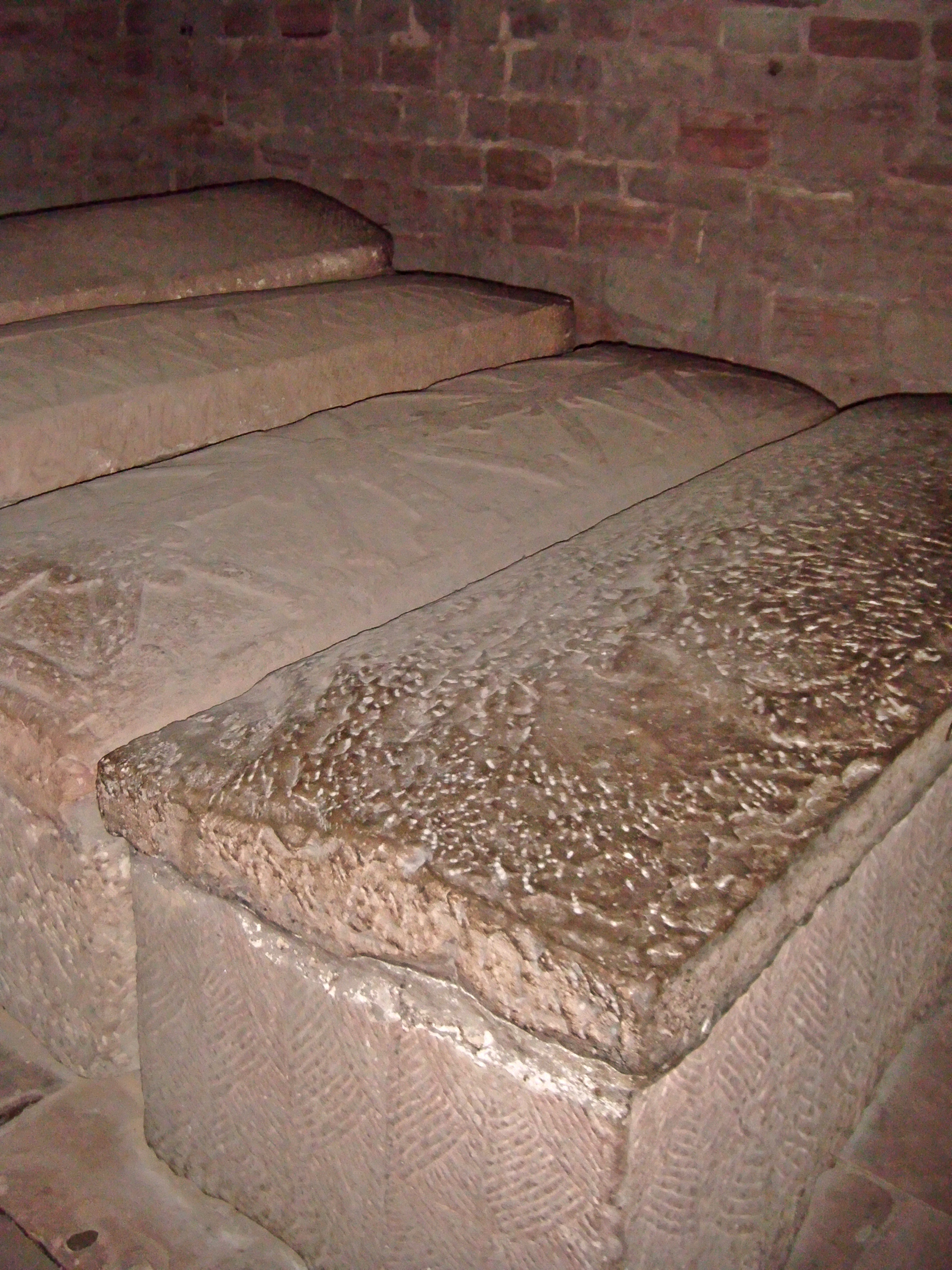
Sarkophag, Saliergruft Wormser Dom (ganz rechts)

Heinrich, genannt Heinrich von Speyer oder auch Heinrich von Worms, († ca. Ende 990) aus dem Haus der Salier war der älteste Sohn des Otto von Worms († 1004), Herzog von Kärnten, und der Bruder des Papstes Gregor V. (regierte 996–999). Da er aber bereits vor seinem Vater starb, blieb das Amt des Grafen im Wormsgau, das er bekleidete, sein einziges. Er wurde im Dom zu Worms begraben.
Heinrich heiratete Adelheid († 19. Mai wohl 1039/1046), eine Schwester der Grafen Adalbert und Gerhard aus dem Haus der Matfriede, die eine zweite Ehe mit einem fränkischen Grafen – möglicherweise mit Poppo (V.) – schloss. Sie wurde in der Stiftskirche Öhringen begraben.
Heinrich und Adelheid hatten zwei Kinder, eine jüngere Tochter, Judith († wohl 998, sicher aber vor dem 30. April 1034), die ebenfalls im Dom zu Worms beerdigt wurde, sowie einen älteren Sohn, Konrad (* wohl 990; † 4. Juni 1039 in Utrecht), der 1024 als Konrad II. zum deutschen König gewählt und 1027 zum Kaiser gekrönt wurde.